# Население Ташкента
Население Ташкента на 1 октября 2022 года составило 2 934,1 тыс. человек. 
Последняя (всесоюзная) перепись населения в городе прошла в 1989 году. Ташкент является крупнейшим городом республики Узбекистан по численности населения, значительно опережая другие города республики, что во многом объясняется его давним столичным статусом в составе различных административно-территориальных формирований в среднеазиатском регионе. 
По сравнению с населением большей части Узбекистана, население Ташкента, с конца XX века характеризуется высоким удельным весом представителей различных, не титульных национальностей (более трети населения). 
С начала 90-х годов Ташкент является самым медленно растущим регионом республики, хотя на протяжении XX века его население активно увеличивалось за счёт притока мигрантов и высокого естественного прироста.

## Динамика численности населения Ташкента
Изменение численности населения по данным переписей и ежегодных оценок:
| год  | 1897    | 1913     | 1959     | 1970       | 1979       | 1989       | 1991       | 1995       | 2000       | 2005       | 2012        | 2013       | 2014       | 2015       |
| ---- | ------- | -------- | -------- | ---------- | ---------- | ---------- | ---------- | ---------- | ---------- | ---------- | ----------- | ---------- | ---------- | ---------- |
| чел. | 155 673 | ▲271 900 | ▲911 930 | ▲1 384 509 | ▲1 780 002 | ▲2 072 459 | ▲2 130 200 | ▼2 097 400 | ▲2 142 300 | ▼2 135 700 | ▲ 2 309 300 | ▲2 340 900 | ▲2 352 900 | ▲2 371 300 |

## Демографическая история населения Ташкента
Население Ташкента быстро увеличивалось на протяжении XIX-XX веков. Этому способствовало несколько факторов:
1. Столичный статус. В 18 веке Ташкент был столицей Казахского ханства.
2. В 1867 году Ташкент стал столицей Туркестанского генерал-губернаторства.Ташкент с 1918 года являлся столицей Туркестанской Автономной Советской Социалистической Республики (Туркестанская АССР), входившей в состав РСФСР. После национально-территориального размежевания Средней Азии в 1924 году, Туркестанская АССР была упразднена. Ташкент с прилегающим уездом, ранее входивший в состав Туркестанской АССР, был передан в состав вновь образованной Узбекской Советской Социалистической Республики (Узбекская ССР).[3] В 1930 году в Ташкент из Самарканда была перенесена столица УзССР.
3. В годы Великой Отечественной войны в Ташкент было эвакуировано множество предприятий и жителей из оккупированных Третьим Рейхом европейских частей СССР, многие из которых впоследствии остались жить в Ташкенте.
4. После Ташкентского землетрясения 1966 года для восстановления жизни в город прибыла новая волна работников и их семей из многих других регионов Узбекистана и других республик СССР.

В годы советской власти из-за передачи Ташкента в состав Узбекистана и основанием столицы Узбекской ССР в Ташкентской области стала меняться пропорция численности казахов и узбеков в пользу последних. 
После обретения независимости значительная часть этих жителей, а также их потомков начала активный выезд из Узбекистана по мотивам этнической репатриации (сократился к 2010 г. до 5–6 тыс. человек в год. из всего Узбекистана, включая Ташкент). 
В начале 2000-х годов в миграционные процессы экономико-трудовой направленности процессы активно включилось и этнически узбекское население столицы, ранее не демонстрировавшее склонности к выезду за пределы республики. В результате, рост населения столицы резко затормозился. Из-за интенсивной эмиграции населения всех национальностей, население Ташкента в 1990-2013 годах выросло лишь на 207 тысяч человек или на 9,7%. Для сравнения, за тот же период население Москвы выросло на 36,3 %, население Алма-Аты — на 37,7 %, население Бишкека — на 43,0 %. В результате, удельный вес ташкентцев в населении всей республики за вышеуказанных период понизился с 10,5 % до 7,7 %. Впрочем, обобщённые данные скрывают диаметрально противоположную динамику естественного движения горожан разных национальностей, в особенности двух крупнейших этносов столицы — узбеков и русских. Так, число жителей узбекской национальности в столице за вышеуказанный период выросло на 68 %, в то время как число русских сократилось на 40 %. Сократились количество и доля представителей других национальных меньшинств.
| Национальный состав | 1970 г., число (перепись) | 1970 г., доля % (перепись) | 1989 г., число (перепись) | 1989, доля % (перепись) | 2008 (данные ГКС РУ в %) | 2013 г., число (оценка) | 2013 г., доля % (оценка) |
| ------------------- | ------------------------- | -------------------------- | ------------------------- | ----------------------- | ------------------------ | ----------------------- | ------------------------ |
| Узбеки              | -                         | -                          | 907 842                   | 44,2%                   | 63,0 %                   | 1 528 000               | 65,0%                    |
| Русские             | 564 880                   | 40,8%                      | 699 262                   | 34,0%                   | 20,0 %                   | 423 000                 | 18,0%                    |
| Татары              | -                         | -                          | 128 790                   | 6,8%                    | 4,5 %                    | 105 000                 | 4,5%                     |
| Прочие              | -                         | -                          | -                         | 15,0%                   | 12,5                     | -                       | 12,5%                    |

## Законодательные факторы и влияние института прописки
Одним из факторов, повлиявших на рост населения столицы является также и искусственное ограничение въезда в город, предпринятое правительством Узбекистана. Также в республике Узбекистан действует советская модель института прописки, что затрудняет внутреннюю миграцию населения.

## Этнодемографический состав населения
На всём протяжении советского периода Ташкент сохранял дуалистическую этноязыковую среду: в северо-западной части города сохранялось ядро традиционной узбекской жизни с глинобитными домами и ремесленными мастерскими в то время как в новой, образованный на месте садов, полей и дач, возник новый город имевший европеизированный облик и соответствующий состав населения, в котором преобладали русские и другие неузбекские народы. Впрочем эти две составляющие не отличались пропорциональной стабильностью: к середине XX века в среде русскоязычного населения завершился демографический переход и рост неузбекских национальностей происходил в основном за счёт миграции в Ташкент русских и представителей других народов из других городов Узбекистана и других республик СССР. В этот же период в столицу начинается довольно интенсивный приток населения из трудоизбыточных узбекских сёл (в отличие от Казахстана и Киргизии сельское русское население в Узбекистане никогда не было многочисленным, а к концу XX века оно и вовсе исчезло), где в результате достижений советской медицины произошёл демографический взрыв. До начала 1980-х годов национальный состав Ташкента был в значительной степени русифицированным:  русские были относительно преобладающим этносом, доля которого постепенно сокращалась ввиду более высоких темпов естественного прироста и иммиграции узбеков. К началу 1990-х годов русские в Ташкенте уже окончательно "уступили" демографическое лидерство узбекам. Быстрое уменьшение доли русского населения сначала привело к уменьшению влияния европейских моделей демографического поведения на общую динамику города, но к началу 2000-х годов схожий демографический переход наметился и в узбекской этнической среде: в 2012 году в городе Ташкенте общий коэффициент рождаемости опустился до уровня 16,5‰ на 1000 человек (для сравнения, по России в целом он в этот год увеличился до 13,3‰), а коэффициент суммарной рождаемости опустился ниже уровня простого воспроизводства – до 1,916 (в России – поднялся до 1,691). По Узбекистану в целом эти показатели в 2012 году составляли 20,4‰ и 2,193 ребёнка соответственно.

## Языковой состав населения
Что касается родного языка, то, несмотря на довольно высокую долю русских населения Ташкента в XX веке, большинство ташкентских узбеков продолжало называть узбекский язык в качестве родного: эта доля не опускалась ниже 98%. При этом переход на русский язык как родной отмечался у многих малых национальностей столицы, к которым относились татары, корейцы, украинцы, немцы и другие. Впрочем, на фоне своих сельских соэтников ташкентские узбеки отличались гораздо более свободным владением русского языка. Более того, по этому показателю разрыв  между ташкентскими узбеками (62,0%)  и сельским узбекским населением (13,0%) республики по переписи 1989 года достиг максимальных значений (в 4,8 раза)  среди всех республик СССР. Таким образом, среди ташкентcких узбеков границы узбекско-русского двуязычия были (и, вероятнее всего, остаются) шире, чем среди сельскиx в несколько раз.

## Миграционные процессы

### Распределение населения, прибывшего в Ташкент по территориям выбытия в течение 1968-1969 гг. 1970 год. Перепись.
| Миграция по территориям выбытия | Из других городов республики | Из сёл республики | Из других городов других республик | Из сёл других республик |
| ------------------------------- | ---------------------------- | ----------------- | ---------------------------------- | ----------------------- |
| Доля в населении                | 50,9%                        | 49,1%             | 75,7%                              | 24,3%                   |

В советский период население Ташкента росло как за счёт внутриреспубликанской (где доля селян и других горожан были почти равными), так и за счёт межреспубликанской миграции (где явным было преобладание горожан). Таким образом, в этот период население Ташкента (а также таких городов как Москва, Баку, Рига, Ашхабад и Таллин) пополнялись мигрантами преимущественно из других городов.